# Whisky a Go Go
Whisky a Go Go — ночной клуб в Западном Голливуде, штат Калифорния. Он расположен на 8901 Бульвар Сансет на Сансет Стрип. Клуб был стартовой площадкой для групп «The Doors», «Alice Cooper», «Van Halen» и «Mötley Crüe». В 2006 году площадка была введена в Зал славы рок-н-ролла. Место также связано с началом карьеры Джонни Риверса, который в 1964 году выпустил свой первый альбом «At the Whisky a Go Go», на котором записано живое выступление певца в калифорнийском клубе.

## История
В 1958 году первый «Whisky a Go Go» в Северной Америке открыли в Чикаго штат Иллинойс, на углу улиц Раш и Честнат. Он был признан первой реальной американской дискотекой. Франшиза была открыта в 1966 году на улице М в Вашингтоне, ресторатором Жаком Вивьеном.
Своё название получило от первой дискотеки, Whisky à Go-Go, созданной в Париже в 1947 году Полом Пачино.
«Сансет Стрип Виски» был основан Эльмером Валентайн, Филом Танзини, Шелли Дэвисом и адвокатом Теодором Флиером и открыт 16 января 1964 года. В 1972 году, Валентайн, Лу Адлер, Марио Мальери и другие основали «Rainbow Bar and Grill» на Сансет Стрип. В 1966 году Валентайн, Адлер и другие основали «Roxy Theatre». Лу Адлер приобрёл «Whisky» в конце 1970-х годов. Валентайн продал свою долю «Whisky» в 1990 году, но сохранил право собственности «Rainbow Bar and Grill» и «Roxy Theatre» до своей смерти в декабре 2008 года.
Несмотря на то, что клуб был объявлен как дискотека, — предполагалось, что там будут играть только музыкальные записи, — «Whisky a Go Go» открылся живыми выступлениями Джонни Риверса и диджея Ронда.
«Whisky a Go Go» был одним из мест, которые популяризировало гоу-гоу.
Риверс получил национальную известность после того как было записано его живое выступление «Live at the Whisky» в этом клубе. Кроме того группа «The Miracles» записал песню «Going to a Go-Go» в 1966 году (в 1982 году был сделан кавер группой «The Rolling Stones»), а франшиза клуба появились по всей стране. Можно утверждать, что рок-н-ролл в Лос-Анджелесе родился, когда «Whisky» начали свою деятельность. Из-за его статуса как исторического памятника музыки место было введено в Зал славы рок-н-ролла в 2006 году.
«Whisky» сыграло важную роль во многих музыкальных карьер, особенно для групп, базирующихся в Южной Калифорнии. «The Byrds», «Элис Купер», «Buffalo Springfield» и «Love» выступали здесь постоянно, а для «The Doors» клуб считался домом на некоторое время. Группа Вана Моррисона «Them» получила двухнедельное жительство в июне 1966 года с «The Doors», выступая у них на разогреве. В последнюю ночь все они вместе спели песню «Gloria». Группа Фрэнка Заппа «The Mothers of Invention» получили рекордный контракт за выступление в «Whisky». «The Turtles» выступали там, когда их новейший (и самым продаваемый) сингл «Happy Together» стал хитом, и когда их бас-гитарист Чип Дуглас (которому принадлежит аранжировка песни) ушёл к «The Monkees». Нил Даймонд также играл в калифорнийском клубе по случаю. Бас-гитарист Клифф Бёртон был принят в группу «Metallica» после того, как Джеймс Хетфилд и Ларс Ульрих увидели, как он играет там шоу.
Артур Ли увековечил «Whisky» в песне «Maybe the People Would Be the Times or Between Clark and Hilldale». Британские рокеры «Status Quo» также ссылаются на место в их песне «Long Legged Linda» со словами: «Ну, если вы когда-либо будете в Лос-Анджелесе и у вас есть свободное время, то прогуляйтесь до Бульвара Сансет и вы найдете там Виски».
В 1966 году «Whisky» был одним из центров того, что поклонники называют полицейскими беспорядками на Сансет Стрип. В начале 1990-х годов в клубе состоялось выступление ряда музыкантов из Сиэтла, которые были частью движения гранж, в том числе «Soundgarden», «Mudhoney», «Melvins» и «7 Year Bitch». Джонни Элвис Фостер, который базировался в Лос-Анджелесе, также выступал в клубе несколько раз в 1991 и 1992 годах. В 1997 году в калифорнийском клубе выступала группа «System of a Down» и «Xero»